# Торговий дім Пустовойтова

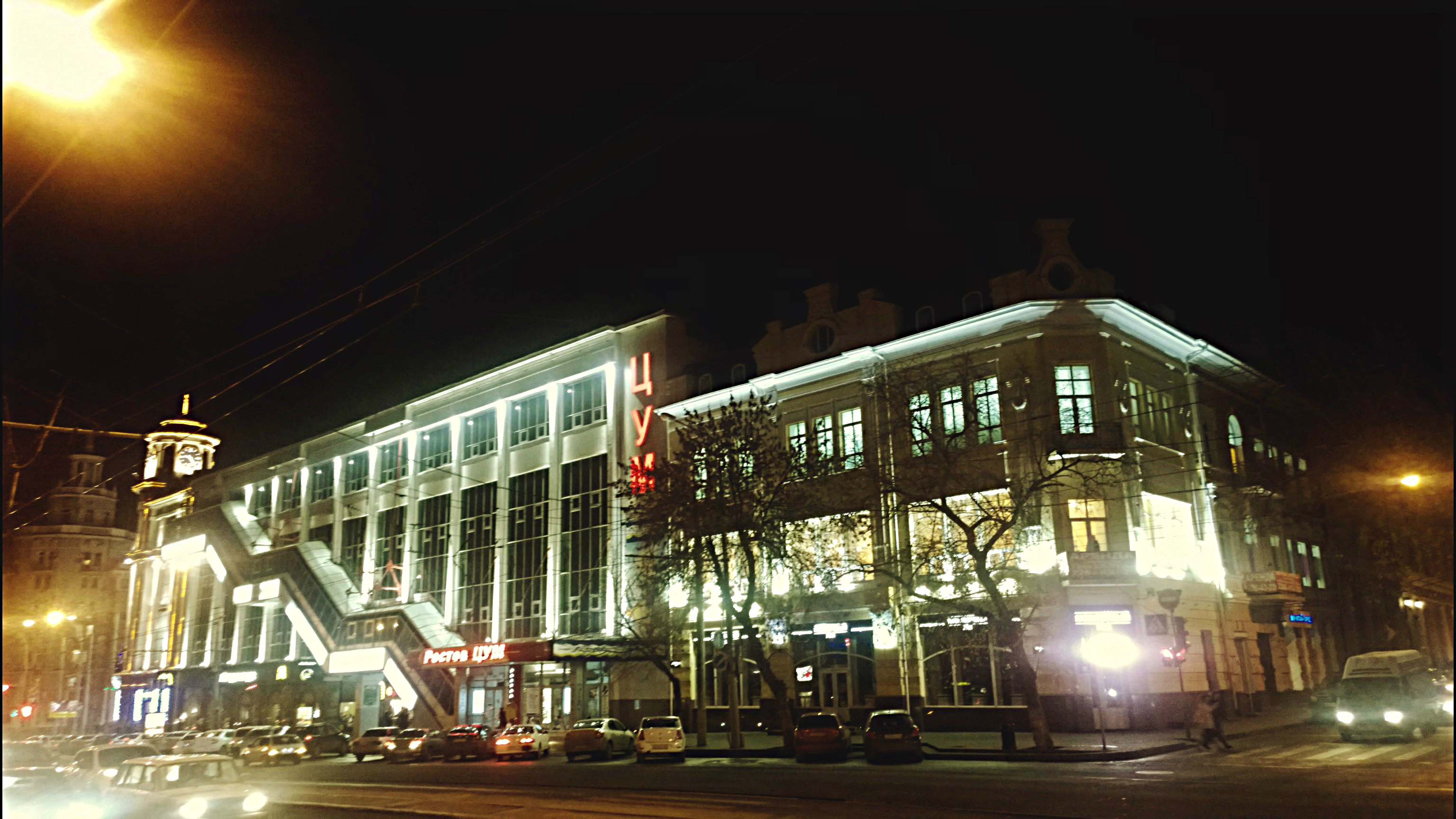
Вид на південне крило Торгового дому Пустовойтова і фасад прибуткового будинку Г. Х. Бахчисарайцева

Торговий дім Г. Г. Пустовойтова (рос. Торговый дом Г. Г. Пустовойтова) — будівля в місті Ростов-на-Дону на перетині вулиць Велика Садова та проспект Будьоннівський (адреса: Велика Садова, 46).
Будинок був побудований 1910 року великим меценатом і судновласником Григорієм Гавриловичем Пустовойтовым, архітектором проекту був Е. М. Гулін. Прибутковий будинок Г. Г. Пустовойтова є об'єктом культурної спадщини регіонального значення.

## Історія
На початку XX століття Торговий дім Пустовойтова вважався однією з найвищих будівель міста. Як і в більшості прибуткових будинків того часу приміщення будинку здавалися в оренду. Після завершення будівництва в будівлі було розташоване ростовське відділення Товариства російсько-французьких заводів гумового, гутаперчевого і телеграфного виробництва під фірмою "Провідник", ювелірний і годинниковий магазин А. Гірштейна, готелі «Центральна» і «Лондон». 

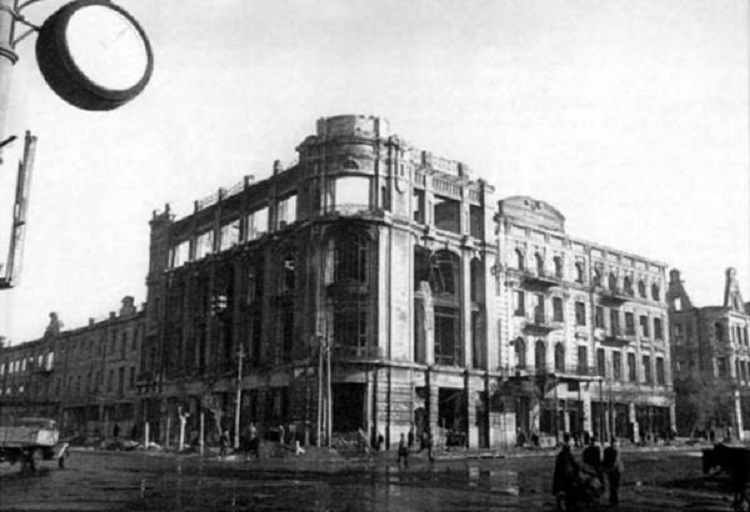
Будівля Торгового дому після бомбардувань

У 1920 році будинок було націоналізовано, в ньому розмістилося Південно-східне державне вовняне об'єднання. У 1930 році 4 поверх будівлі займала наукова бібліотека РГУ ім. В. М. Молотова і правління університету. Колекцію наукової бібліотеки складали російські журнали кінця XVIII і початку XIX століття, серед них один з перших російських сатиричних журналів «Живописец» (сатиричний журнал), «Московский журнал», один з перших російських літературно-політичних журналів «Вестник Европы» (1802–1830), «Московский телеграф», журнал «Современник», заснований А. С. Пушкіним. Цінними екземплярами бібліотеки були стародруки іноземні видання середини XVI століття. Повний список книжкового фонду наукової бібліотеки зазначений у «Довідник-путівник по бібліотеці» 1941 року, під редакцією директора бібліотеки Д. С. Фатилевича.
У 1942 році в період другої окупації Ростова-на-Дону німецько-фашистськими військами, місто піддавалося килимовим бомбардуванням. У Будинок Пустовойтова влучила одна з бомб, яка зруйнувала дах будівлі і ротонду. В результаті бомбардування верхні поверхи Будинку Пустовойтова повністю згоріли, пожежа знищила весь книжковий фонд наукової бібліотеки.
У 1965 році будівлю було реконструйовано. За проектом архітектора Е. П. Ліхобабіна будівлю було доповнено південним крилом по Буденновскому проспекту. До Німецько-радянської війни на місці нового крила перебували: ще один будинок Григорія Пустовойтова і Карапета Чернова, які не вдалося відновити після бомбардування 1942 року. Сьогодні в будівлі розташований Ростовський ЦУМ.

## Архітектура
Проектом будинку Г. Г. Пустовойтова займався архітектор Ростово-Нахичеванского градоначальства Е. М. Гулін, який завершив на той момент будівництво торгового дому купців Яблокових.
Головну роль в архітектурі будинку Г. Г. Пустовойтова відіграють принципи однієї з формальних течій раціонального модерну — «стиль універмагу» або «промислово-торговий стиль», що виник у 1897 році в Німеччині. При будівництві будівлі застосовувалася нова каркасно-стінова конструктивна система, яка відображена в пластиці фасадів, об'єднаних в єдину ритмічну композицію з переважанням вертикальних членувань.
В архітектурних колах Дім Пустовойтова часто порівнюють з Торговим домом Кузнєцових (Москва) і Торговим домом Мертенс (Санкт-Петербург), що дає підстави говорити не тільки про сильний вплив столичних прикладів, але і про творче запозичення. Саме архітектура кінця XIX — початку XX століття була мірилом ростовській «столичності» і різноманітності.